# Hwa Rang Do
Il Hwa Rang Do è un'arte marziale completa sud coreana sviluppata negli anni '60 del Novecento da Joo Bang Lee e da suo fratello Joo Sang Lee.
Dal punto di vista tecnico, il Hwa Rang Do è un'arte marziale completa che prevede: tecniche di pugilato, del taekwondo, tecniche di ginocchio e gomito della muay thai, tecniche di percussione e leve articolari dell'hapkido, proiezioni dello judo e le tecniche di lotta in piedi e a terra del brazilian jiu-jitsu. Il Hwa Rang Do comprende anche medicina tradizionale coreana, tecniche di respirazione e per lo sviluppo del ch'i, tecniche Sulsa, tecniche di rottura, tecniche di blocco articolare, punti di pressione e studio del corpo umano relativo alle tecniche di combattimento, uso di armi bianche.

## Storia
Il nome coreano Hwa Rang Do significa "la via dei Cavalieri di fioritura". Se ne trovano tracce dopo la nascita dell'Hwarang, un ordine giovanile di élite del Regno di Silla durante il periodo dei Tre Regni, in Corea. Gli Hwarang furono, fondamentalmente, i bambini-soldato volontari provenienti per lo più da famiglie aristocratiche, educati in campi artistici, accademici e di studio delle arti marziali.
Nel 1942, secondo Joo Bang Lee, un monaco di nome Suahm Dosa prese lui e suo fratello Joo Sang Lee nella propria casa per la formazione. Vivevano con Suahm Dosa al tempio Suk Wang Sa nella provincia di Ham Nam in Corea del Nord, prima di fuggire con lui in Corea del Sud mentre il comunismo prendeva il sopravvento in Asia.
Dopo la formazione di Joo Bang Lee e Joo Sang Lee da Suahm Dosa, i due fratelli trascorsero qualche tempo a imparare altre arti marziali: cominciarono dagli stili già esistenti, come taekwondo, muay thai, pugilato, judo, jiu-jitsu brasiliano e hapkido prima di creare la propria arte marziale completa. I fratelli impostarono da zero un proprio piano di studi basato sulle tecniche che potevano ricordare dagli insegnamenti di Suahm Dosa, poi iniziarono a insegnare al pubblico. Fu in questo periodo che Joo Sang Lee si trasferì negli Stati Uniti per diffondere il Hwa Rang Do.
Nel gennaio 1969 morì Suahm Dosa. Tuttavia, prima della sua morte diede il titolo di Hwarang di Do Joo Nim a Joo Bang Lee, il minore dei fratelli, rimasto in Sud Corea. Questo fatto fece arrabbiare Joo Sang Lee, e ciò comportò un allontanamento tra i due fratelli negli anni che seguirono.
Nel 1972, Joo Bang Lee si trasferì in California, fondando la World Hwa Rang Do Association e diventandone il primo (e attuale) presidente.
In Italia, il Hwa Rang Do è sotto la federazione Hwa Rang Do Italy  e alcune fasce sotto la Federazione Italiana Arti Marziali Coreane (Fiamaco).

## Sash
Nel Hwa Rang Do, ai praticanti sono date delle sash a simboleggiare la loro progressione attraverso l'arte marziale. Prima del primo dan (prima cintura nera), l'ordine di cintura va dal bianco al "mezzo nero":
- sash bianca: Moo Kub (nono grado)
- sash arancio: Pal Kub (ottavo grado)
- sash gialla: Chil Kub (settimo grado)
- sash verde: Yuk Kub (sesto grado)
- sash viola: Oh Kub (quinto grado)
- sash blu: Sa Kub (quarto grado)
- sash marrone: Sam Kub (terzo grado)
- sash rossa: E Kub (secondo grado)
- sash rosso-nera: Il Kub (primo grado)

Dopo aver ricevuto una black sash, un praticante guadagna il titolo di Jo Kyo Nim (o, in alternativa, Yu Dan Ja) e può diventare istruttore. Inoltre, ogni grado di cintura nera ha il proprio titolo, e mostra un rispettivo livello di conoscenza. Si noti che non ci possono mai essere più di uno solo nono grado e un decimo grado nello stesso momento.
- Cho Dan: cintura nera di primo grado. Titolo: Jo Kyo Nim (tutor)
- E Dan: cintura nera di secondo grado. Titolo: Kyo Sa Nim (istruttore)
- Sam Dan: cintura nera di terzo grado. Titolo: Sa Bum Nim (istruttore capo)
- Sa Dan: cintura nera di quarto grado. Titolo: Susuk Sa Bum Nim (istruttore capo)
- Oh Dan: cintura nera quinto grado. Titolo: Kwan Jang Nim (Master)
- Yuk Dan: cintura nera sesto grado. Titolo: Jang Nim Kwan, o Dosa (Master)
- Chil Dan: cintura nera settimo grado. Titolo: Nim Kwan Suk Su Jang (Master capo)
- Pal Dan: cintura nera ottavo grado. Titolo: Kuk Sa Nim o Nim Chong Kwan Jang (Maestro)
- Gu Dan: cintura nera nono grado. Titolo: Sun Kuk (Gran maestro capo)
- Nove Dan: cintura nera decimo grado. Titolo: Do Joo Nim (Gran Maestro Supremo, "Proprietario della Via")

## Armi
In questa arte marziale vengono utilizzate 108 armi suddivise in 20 categorie (come armi da lancio, da taglio etc.). Vedi l'ingeomon (spada dritta a doppio filo simile alla jian cinese) o la Hwando (simile alla Katana giapponese), ma anche armi lunghe come il Wol-do (variante coreana del falcione cinese guan dao) o armi snodate come il chaejjig (simile allo Shao gun cinese, però sostanzialmente più corto).

## Filosofia
Il Meng Sae è il codice di comportamento del Hwa Rang Do. Si compone di cinque regole e nove principi filosofici.
| Numero coreano (1-5) | Regole in coreano (Hanja) | Traduzione                                    |
| -------------------- | ------------------------- | --------------------------------------------- |
| Il                   | Sa Kun E Choong           | Fedeltà alla patria                           |
| E                    | Sa Chin E Hyo             | Fedeltà ai genitori e insegnanti              |
| Sam                  | Kyo Woo E Shin            | Fiducia e fratellanza tra gli amici           |
| Sa                   | Im Jeon Moo Tae           | Coraggio di non arretrare di fronte al nemico |
| Oh                   | Sal Saeng Yoo Teak        | Non uccidere se non è necessario              |

| Coreano (Hanja) | Traduzione |
| --------------- | ---------- |
| In              | Umanità    |
| Oui             | Giustizia  |
| Ye              | Cortesia   |
| Ji              | Saggezza   |
| Shin            | Fiducia    |
| Sun             | Bontà      |
| Duk             | Virtù      |
| Choong          | Lealtà     |
| Yong            | Coraggio   |